# Boeica filiformis
Boeica filiformis är en tvåhjärtbladig växtart som beskrevs av Charles Baron Clarke. Boeica filiformis ingår i släktet Boeica och familjen Gesneriaceae. Inga underarter finns listade i Catalogue of Life.